# Erwin Dolder
Erwin Roger Dolder (Bazel, 1928 – 1970) was een Zwitsers couturier en modeontwerper. Dolder was na de oorlog enige jaren kleermaker van prinses, later koningin Juliana, en is in Nederland onder andere bekend als de man die, min of meer heimelijk, de Nederlandse koningsmantel heeft vervangen door een kopie.

## Opleiding en eerste contacten met het hof
Dolder werd tussen 1944 en 1946 opgeleid aan de Frauenarbeitsschule in zijn geboorteplaats en door de plaatselijke modeontwerper Fred Spillmann (1915-1986), die Grace Kelly, Josephine Baker en Marlene Dietrich tot zijn klantenkring kon rekenen.
Het is niet bekend hoe zijn leerling Dolder in Nederland verzeild raakte. Mogelijk werkte hij in opdracht van Spillman. Naar verluidt zou een Nederlandse opdrachtgeefster hem aan het hof introduceren. Op 3 maart 1948 kwam de negentienjarige couturier in Nederland aan en vestigde zijn atelier in Wassenaar. Hij kreeg meteen een opdracht van de toekomstige vorstin: een wit pakje met bijpassende witte toque met 140 aigrettes. De outfit is te zien op diverse foto's uit die tijd.

## Koningsmantel

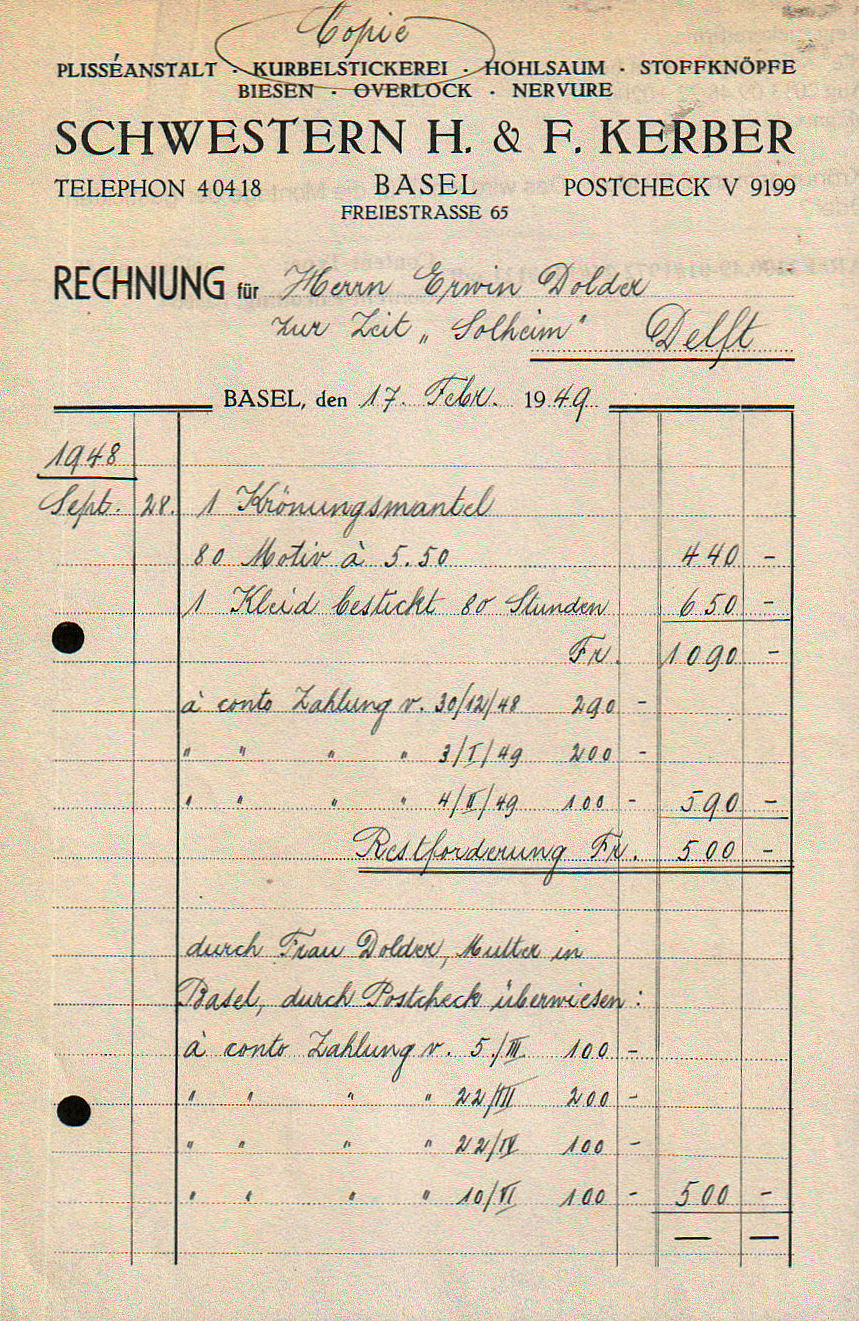
Rekening van de firma Kerber in Bazel t.a.v. Erwin Dolder te Delft, 1949

In 1948 werd de koningsmantel in de ijzeren kist waarin hij vijftig jaar was bewaard naar het atelier van Dolder in het Paleis op de Dam gebracht om te worden opgeknapt voor de inhuldiging van Juliana. De mantel was sinds 1898 niet meer gebruikt en was zo slecht bewaard gebleven dat de aanstaande koningin hem niet kon dragen. De stof had zijn kleur verloren en het bont was grotendeels kaal en verkleurd. Zonder met de koningin te overleggen bestelde Dolder in Zwitserland nieuw rood fluweel en bont. Hij maakte een nieuwe mantel en bracht de 83 leeuwen, die op een katoenen ondergrond waren geborduurd, van de oude naar de nieuwe mantel over. De restanten van de oude mantel nam Dolder later mee naar Bazel.
Vlak vóór de inhuldiging werd Juliana verteld dat zij een vrijwel nieuwe mantel zou dragen. De aanstaande koningin, die besefte dat dit afbreuk aan het historische karakter van de plechtigheid zou doen, liet geheimhouden dat de mantel was vernieuwd. Pas in 1999 kwam aan het licht dat Juliana een nieuwe mantel gedragen had.
Dolder ontwierp ook de japon en het bijzondere met diamanten en parels bezette blauwe kapje in renaissance-stijl dat de koningin bij haar inhuldiging droeg. De edelstenen en parels kwamen uit het koninklijke bezit en werden voor die gelegenheid uit andere sieraden verwijderd. Het honorarium voor al deze werkzaamheden bedroeg 2410 SFR (Zwitserse frank), wat overeenkwam met 1400(?) gulden.
Dolder ontwierp tevens de toiletten van de hofdames voor de inhuldiging. Bij de plechtigheid in de Nieuwe Kerk in Amsterdam zou hij met zijn moeder aanwezig zijn geweest. Daarna zou hij naar Amerika en Canada reizen, onder andere om een opdracht voor Josephine Baker uit te voeren en een bezoek te brengen aan Edith Roosevelt.

## Andere opdrachten
In 1949 verbleef Dolder in Delft op het adres Ruys de Beerenbrouckstraat 47 (villa "Solheim"), gebouwd in 1932 in opdracht van de president-directeur van de Nederlandsche Gist- en Spiritusfabriek, ir. W.H. van Leeuwen (1887-1960). Mogelijk was de echtgenote van Van Leeuwen, de half-Noorse Valborg ("Valti") van Leeuwen-Isaachsen (1895-1988), een van de opdrachtgeefsters van Dolder in Nederland. In de vroege jaren vijftig werkte hij in Parijs, waar hij kleding maakte voor onder meer Zarah Leander en Édith Piaf. Hij reisde op de bonnefooi naar Argentinië in de hoop de kleermaker van Evita Peron te worden. Dat lukte niet en in 1952 was hij terug in Nederland. Hij hoopte de gasten van de Engelse koningin Elizabeth II die dat jaar gekroond zou worden te kunnen kleden. Dolder kreeg van koningin Juliana de opdracht om de japonnen voor de opening van de Staten-Generaal in 1955 en 1956, avondjurken en een jas van sabelbont te maken. Dolder was niet zakelijk aangelegd en maakte grote schulden. Om de naar verluidt zuinige Juliana perfect te kunnen kleden, maakte hij meer kosten dan hij in rekening durfde te brengen.

## Uitzetting en overlijden
In het najaar van 1956 werd zijn verblijfsvergunning niet verlengd. Dolder werd door de marechaussee naar de Belgische grens gebracht. Koningin Juliana was in die dagen in de Greet Hofmans-affaire verwikkeld en kon geen schandaal rond haar kleermaker gebruiken. Als modemaker had Erwin Dolder daarna geen succes meer. Hij stierf in 1970 aan een hersentumor.